# مجمع امور داوری و میانجی‌گری اصفهان
مجمع امور داوری و میانجی‌گری اصفهان (به انگلیسی: Isfahan Society of Arbitration and Mediation Affairs) اولین سازمان مردم‌نهاد داوری و میانجیگری کشور ایران است که در مهرماه ۱۳۹۴ در اصفهان آغاز به‌کار کرد و هدف آن توسعه فرهنگ صلح و دوستی و حل اختلافات و منازعات به‌صورت مسالمت‌آمیز می‌باشد.
مجمع امور داوری و میانجی‌گری اصفهان در راستای معاضدت و یاری رساندن به افراد کم درآمد اقدام به ایجاد کلینیک حقوقی نموده است که ایده پرداز آن دکتر سیدمهدی علامه بود. مرکز تحقیقات و پژوهش‌های حقوق داوری و میانجیگری نیز در این مجمع راه اندازی شده که بنیانگذار آن رضا برادران اصفهانی است.
در آئین گشایش مجمع امور داوری و میانجی‌گری اصفهان که ۱۱ بهمن ۱۳۹۴ برگزار شد، مهدی جمالی نژاد شهردار اصفهان توسط رضا برادران اصفهانی رئیس هیئت مدیره مجمع به عنوان شهردار صلح و دوستی انتخاب شد.
مجله تخصصی مجمع امور داوری و میانجیگری اصفهان با گسترهٔ سراسری با نام «حقوق داوری و میانجیگری» است که نخستین نشریهٔ تخصصی حقوقی در کشور محسوب می‌شود.
نام تجاری مجمع امور داوری و میانجیگری اصفهان در سال ۱۳۹۵ ثبت شده و درصدد پیوستن به چند سازمان داوری جهانی است.
در جلسه سیزدهم اسفندماه ۹۵ مجمع امور داوری و میانجیگری اصفهان، دکتر عباس کریمی استاد تمام حقوق و علوم سیاسی دانشگاه تهران و عضو اسبق شورای نگهبان در سال ۱۳۸۰ تشکیل این مجمع را نوآوری و امری نو در حقوق ایران دانست و از بنیان‌گذار آن رضا برادران اصفهانی تقدیر کرد.

## اعضا
بنیانگذار: رضا برادران اصفهانی
رئیس هیئت مدیره: رضا برادران اصفهانی
مدیرعامل: دکتر احسان راستی، عضو هیئت علمی دانشگاه
نایب رئیس: صفرعلی جعفری، رئیس اسبق مرکز مشاورین حقوقی قوه قضائیه
خزانه دار: دکتر سید احمد عطایی اردستانی
اعضای رسمی:
دکتر احمدرضا رفیعی، عضو هیئت علمی دانشگاه
دکتر منوچهر توسلی نائینی، عضو هیئت علمی دانشگاه
دکتر سید احمد عطایی اردستانی
دکتر علی رادان جبلی، عضو هیئت علمی دانشگاه
دکتر محمود مالمیر عضو هیئت علمی دانشگاه
دکتر مجتبی نیک دوستی عضو هیئت علمی دانشگاه
دکتر سیدمهدی علامه عضو هیئت علمی دانشگاه
دکتر مجید میرحسینی عضو هیئت علمی دانشگاه
زهرا نایب صادقی